# Wilbur Cush
Wilbur Cush (Lurgan, Irlanda del Norte; 10 de junio de 1928 – Ibidem; 28 de julio de 1981) fue un futbolista norirlandés que jugaba en la posición de delantero.

## Carrera
Su carrera profesional inició en 1947 con el Glenavon FC en el que jugó por 10 años, siendo parte de dos títulos de liga del club, el primero de fuera de Belfast en ser campeón nacional además el título de la copa nacional en 1957, y ganar el premio al Futbolista Norirlandés del Año en la temporada 1956/57. Luego sería traspasado al Leeds United FC de Inglaterra como reemplazo de la leyenda local John Charles, y tendría en el club 87 apariciones con 9 goles.
En 1960 regresaría a Irlanda del Norte para jugar con el Portadown FC con el que jugaría por seis años para retornar al Glenavon FC en 1966, con quien se retiraría dos años después.

### Selección nacional
Jugó para Irlanda del Norte de 1950 a 1961 en 26 partidos y anotaría 6 goles, incluyendo el primer gol de la selección nacional en una Copa Mundial de Fútbol en la victoria ante Checoslovaquia en Suecia 1958.

## Fuera del fútbol
Wilbur Cush fue sargento de la Ulster Special Constabulary. Hizo su servicio militar en Lurgan (J division County Armagh) y para The Birches station County Armagh. Recibió la medalla del USC Long Service.

## Logros

### Club
- NIFL Premiership: 2

1951/52, 1956/57
- Copa de Irlanda del Norte: 1

1957

### Individual
- Futbolistas Norirlandés del Año: 1

1957